# Distance de luminosité
La distance de luminosité est une notion utilisée en astronomie pour exprimer la distance d'un objet astronomique lointain à partir de la quantité de lumière reçue de cet objet. Elle s'obtient en comparant la magnitude absolue ({\displaystyle M}) de l'objet et sa magnitude apparente ({\displaystyle m}).

## Introduction
De manière simplifiée (c'est-à-dire hors du cadre de la cosmologie et d'un univers en expansion), on considère un objet émettant une luminosité {\displaystyle L\;} et un observateur ponctuel à une distance {\displaystyle D_{L}} de cet objet. L'ensemble de l'énergie lumineuse émise est répartie sur la surface de la sphère de rayon {\displaystyle D_{L}}. L'énergie reçue est alors d'autant plus faible que l'observateur est loin de la source. Cette atténuation permet alors de déterminer la distance à l'objet.

## Formulation mathématique
Le flux lumineux {\displaystyle \Phi } (en W m-2) reçu de l'objet émettant une luminosité {\displaystyle L} (en W) à une distance {\displaystyle D_{L}} (en m) s'exprime par (i.e. suivant la loi en photométrie, en fonction inverse du carré de la distance)
{\displaystyle \Phi ={\frac {L}{4\pi {D_{L}}^{2}}}}
La distance de luminosité {\displaystyle D_{L}} s'exprime donc logiquement en fonction de la luminosité apparente {\displaystyle l} et la luminosité absolue {\displaystyle L} :
{\displaystyle D_{L}={\sqrt {\frac {L}{4\pi \Phi }}}}
On utilise néanmoins plus couramment les magnitudes absolues et apparentes :
{\displaystyle M=m-5\left[\log _{10}({D_{L}})-1\right]\!\,}
et on obtient donc :
{\displaystyle D_{L}=10^{{\frac {(m-M)}{5}}+1}}
La distance de luminosité est exprimée ici en parsecs et m-M est nommé module de distance.

## Utilisation dans le cadre de la cosmologie
Si pour les objets relativement « proches » la distance de luminosité fournit une information relativement fiable quant à leur distance, dans le cadre de la cosmologie on ne peut plus faire une telle approximation. En effet, si on considère un univers en expansion, la luminosité reçue par un observateur dépend aussi de l'expansion de l'univers : le photon émis par la source lumineuse parcourt une distance supplémentaire durant son trajet dû à l'« étirement » des distances. L'atténuation observée est alors plus importante que celle correspondant à la distance de l'objet à l'observateur au moment de l'émission du photon.